# Protheon
Protheon (altgriechisch Προθέων Prothéōn) ist in der griechischen Mythologie einer der 50 Söhne des Aigyptos, des Zwillingsbruders von Danaos, und zählt daher zu den Aigyptiaden. 
Laut der schlecht überlieferten, unvollständigen Liste mit 47 von 50 Danaidenpaarungen in den Fabulae des Hyginus Mythographus wurde er von seiner Gemahlin Hipparete in der Hochzeitsnacht getötet.
Da der Name ein Hapaxlegomenon darstellt, schlug Bernhard Bunte die Lesung Prothoon vor. Dem wurde allerdings nicht gefolgt.